# ヒラムシ
ヒラムシ（扁虫、平虫）は、磯の石の下や海底にすむ扁形動物有棒状体亜門ヒラムシ目（多岐腸目,Polycladida）の総称。殆どの種が海産で、岩の表面等を這って生活している。一部には寄生種がある。
体は扁平で、表面は粘液で覆われている。頭部背面には触角のような突起を持つものがある。

## 概説
その名のとおり平たく薄っぺらい生き物である。これは扁形動物に共通する特徴で、循環器や呼吸器を持たず、ただ拡散作用にたよって酸素を取り入れているということによる。
ヒラムシ類は、海産の扁形動物の一群である。これを多岐腸類というのは、腹部中央の口から体内に伸びる腸が多数の枝に分かれることにより、また、プラナリアなどのそれが大きく三方向に分かれることから三岐腸類というのに対比させたものである。
海底の岩の上などをはい回って生活する小動物であり、腹面をうねらせて活発に運動する。一部の種は体をくねらせて水中を泳ぐこともあるが、長時間には至らない。海岸の砂利の間隙に生息する種(スナヒラムシ)もいる。
見かけと違って獰猛な肉食性が多く、体の扁平さを活用して、貝の隙間から侵入し、貝肉を食べる場合も多い。一部に他の動物に寄生するものが知られる（カイヤドリヒラムシ等）。
同じく有棒状体綱に属すプラナリアと共に、高い再生能力を持つとされる。

## 特徴

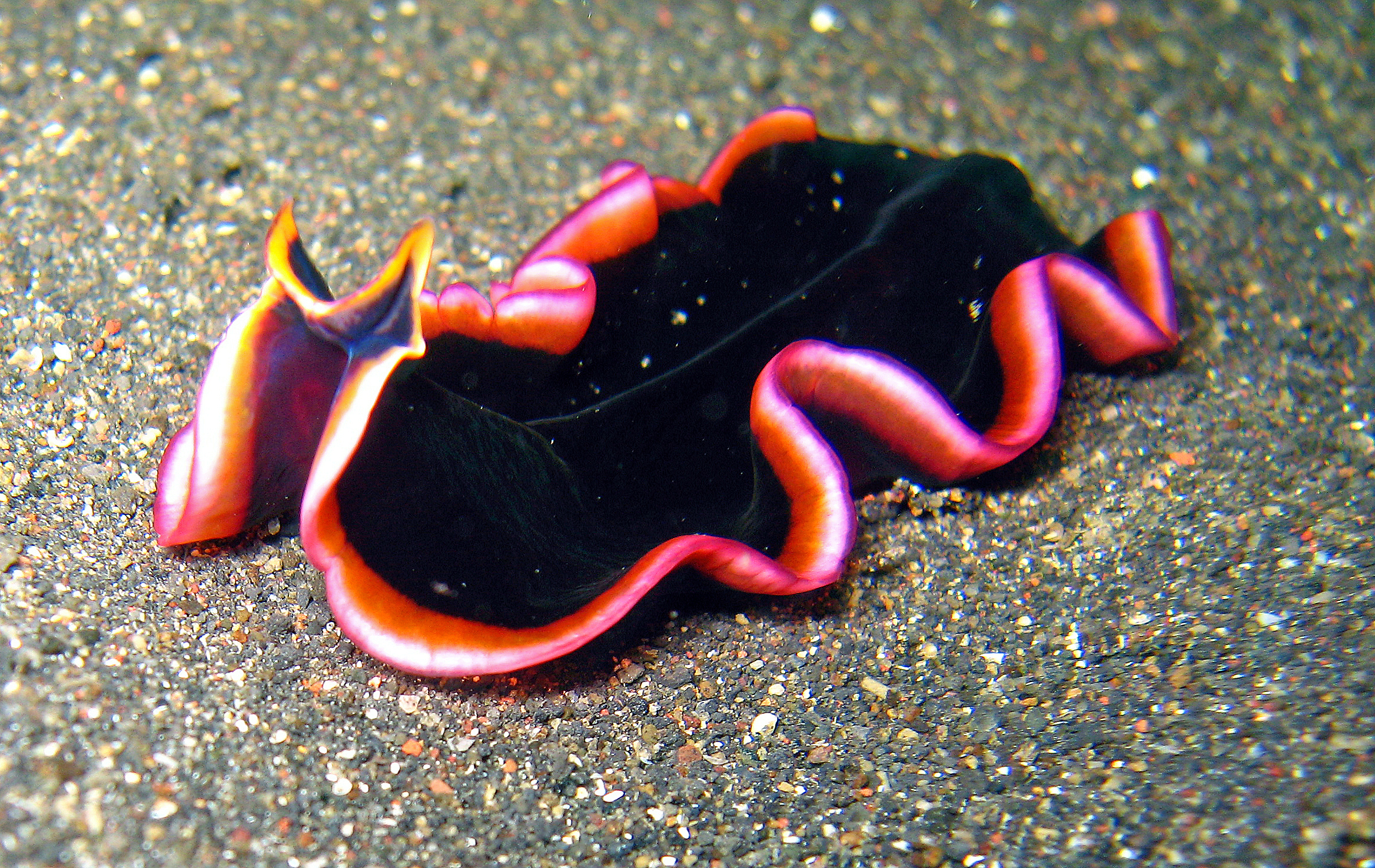
プセウドビセロス・ハンコッカヌス（クロスジニセツノヒラムシの仲間）

全体に楕円形（モヨウマルヒラムシ等）のものが多いが、細長い紐状（オビヒラムシ等）になるものもある。全体に偏平で基盤に密着するが、周囲を波打たせるものもある。
外見的には明確な頭部はないが、前方には感覚器が集中し、背面に多数の眼点がある。その内部にはまとまった神経節もあるので、この部分が頭部と見なされる。ツノヒラムシなどでは、その部分の背面に触角が対をなして生じる。
背面にはさまざまな模様を持つものも多く、一部はウミウシに類似する（擬態なのか平行進化なのかははっきりしない）。
口は腹面中央に開き、その内部にやや広い消化管の部屋があるが、その周囲に多数の腸分枝を出して体中に伸びる。
アカククリやサザナミウシノシタ属 Soleichthys などの魚の幼魚はヒラムシに擬態しているとされる。

## 毒性
ヒラムシのうち、オオツノヒラムシやツノヒラムシにはフグ毒であるテトロドトキシンを有することが認められる。瀬戸内海、和歌山県沿岸、静岡、東京近郊で捕獲されたものから最大で1gあたり2300MUに達するテトロドトキシンが検出されたという（体重60kgのヒトの経口致死量はおよそ3000〜20000MU）。また、オオツノヒラムシのフグ毒は体全体に分布しているが、消化器・生殖器の集中した中心部の毒性値は他の部位より7倍程度高く、ヒラムシ類が春先から夏にかけての卵が成熟する時期に毒性が高まる事実と一致しているという。シャーレ上で刺激して出させた粘液の毒量でも体全体の毒量の2%になる。

## 発生
直接発生のものもあるが、プランクトンになる幼生を生じて変態するものも多い。その場合、ミュラー幼生やゲッテ幼生と呼ばれる幼生を生じる。それらは繊毛帯を持ち、ややトロコフォア幼生に似ているが、肛門を持たない。類似の幼生はヒモムシ類などにも見られ、それらを総称して原輪子（protrochula）と呼び、進化におけるトロコフォア幼生の前段階と考える説もある。

## 分類
日本から知られている主なものを挙げる。
- ディスコケリス科
  - ニホンヒラムシ Discocelis
- スチロヒラムシ科
  - イイジマヒラムシ Stylochus
  - カタスチロヒラムシ Leptostylochus
  - アッケシヒラムシ Mirostylochus
  - ヤツヒラムシ Discoctylichus
- ヤワヒラムシ科
  - カイヤドリヒラムシ Stylochoplana
  - ウスヒラムシ Notoplana
  - クモヒトデヒラムシ Discoplana
- マルヒラムシ科
  - マルヒラムシ Hoploplana
- ツノヒラムシ科
  - ツノヒラムシ Planocera
  - チリメンヒラムシ Paraplanocera
  - オオツノヒラムシ
- アピオディプラナ科
  - イソバナヒラムシ Apidioplana
- ニセスチロヒラムシ科
  - ニセスチロヒラムシ Pseudostylochus
  - カリオヒラムシ Callioplana
- オビヒラムシ科
  - オビヒラムシ Cestoplana
- ペリケリス科
  - ペリケリスヒラムシ Pericelis
- ボニニア科
  - オガサワラヒラムシ Boninia
- ニセツノヒラムシ科
  - ミノヒラムシ Thysanozoon
  - ニセツノヒラムシ Pseudoceros
  - クロスジニセツノヒラムシ属 Pseudobiceros
  - ユンギアヒラムシ Yungia
- エウリレプタ科
  - Eurelepta
  - フチアナヒラムシ Cycloporus
  - プロステケラエウス Prostheceraeus
- イロヒラムシ科
  - イロヒラムシ Chromoptlana
- ホソヒラムシ科
  - ホソヒラムシ Psorthiostowum
  - アカテンホソヒラムシ
- スナヒラムシ科 Theamatidae
  - 二ホンスナヒラムシ Theama japonica

## 人間との関わり
ツノヒラムシなどは蛎殻の内に侵入して食害し、養殖に甚大な被害を及ぼす。養殖棚を川の河口に接した汽水域まで移動させ、塩分濃度の違いを生かしてツノヒラムシの駆除を行う手法もある。
なお、観賞魚の水槽などでたびたび大発生する「ヒラムシ」と呼ばれている生物は無腸動物の方で、ヒラムシではない。